# Serralada Nahoni
La serralada Nahoni (en anglès Nahoni Range) és una serralada que es troba al territori del Yukon, Canadà. S'estén per una superfície de 4.535 km² i és una serralada secundària de les muntanyes Ogilvie, que al seu torn formen part de les serralades Yukon. Les fonts del riu Porcupine es troben en aquesta serralada.